# Luke's Double
Luke's Double è un cortometraggio muto del 1916 prodotto e diretto da Hal Roach.  Interpretato da Harold Lloyd, il film fa parte della serie di comiche che avevano come protagonista il personaggio di Lonesome Luke.

## Trama
Luke sogna di avere un sosia. Un "Luke" finisce in tutti i tipi di guai, mentre l'altro ne paga le conseguenze.

## Produzione
Il film fu prodotto da Hal Roach per la Pathé Frères e la Rolin Films (come Phunphilms). Venne girato dal 24 dicembre 1915 al 19 gennaio 1916.

## Distribuzione
Distribuito dalla Pathé Exchange, il film - un cortometraggio in una bobina - uscì nelle sale cinematografiche USA il 12 aprile 1916. La Pathé Frères lo distribuì in Francia il 4 maggio 1917 con il titolo Un et un font deux.